# Kralji
Kralji – wieś w Słowenii, w gminie Kočevje. W 2018 roku liczyła 18 mieszkańców.